# Kalaipahoa Linea
La Kalaipahoa Linea è una struttura geologica della superficie di Venere.